# Вал дела Торе
Ва̀л дела То̀ре (на италиански: Val della Torre; на пиемонтски: Val d'la Tor, Вал дъла Тор) е малък град и община в Метрополен град Торино, регион Пиемонт, Северна Италия. Разположен е на 510 m надморска височина. Към 1 януари 2020 г. населението на общината е 3960 души, от които 170 са чужди граждани.